# 訃報 2013年
訃報 2013年（ふほう 2013ねん）は、2013年（平成25年）中に物故した人物をまとめたものである。詳細は月別訃報記事を参照のこと。

## 月別の訃報記事一覧
- 訃報 2013年1月
- 訃報 2013年2月
- 訃報 2013年3月
- 訃報 2013年4月
- 訃報 2013年5月
- 訃報 2013年6月
- 訃報 2013年7月
- 訃報 2013年8月
- 訃報 2013年9月
- 訃報 2013年10月
- 訃報 2013年11月
- 訃報 2013年12月

## 関連書籍
- 『現代物故者事典(2012 - 2014)』日外アソシエーツ、2015年3月20日。ISBN 978-4-8169-2527-6。